# Les germanes Brontë
Les germanes Brontë (títol original: Les sœurs Brontë) és una pel·lícula francesa dirigida per André Téchiné i estrenada en 1979. Ha estat doblada al català.

## Argument
A principis del segle xix, a Haworth, a les landes de Yorkshire, les tres filles de la família Brontë, Charlotte, Emily, Anne i el seu germà Branwell, tenen habilitats per a l'escriptura. Charlotte, la gran, i Anne, la segona, es converteixen en tutores de les famílies dels voltants mentre que Emily, amb comportaments masculins, prefereix seguir a les landes. Charlotte i Emily van al continent per perfeccionar el seu francès amb la finalitat d'obrir en el futur una escola. Però el destí decidirà una altra cosa: Charlotte s'enamora d'un professor sense que els seus sentiments siguin recíprocs. Branwell és tutor. Enamorat de la senyora de la casa, cau en l'alcohol i la droga. Els seus excessos i la tuberculosi. Emily publica Cims Borrascosos i mor poc després de la mateixa malaltia, i segueix la desaparició d'Anne. Charlotte serà l'única que coneixerà l'èxit durant la seva vida i es casarà amb un vicari que l'estimarà.

## Repartiment
- Isabelle Adjani: Emily.
- Marie-France Pisier: Charlotte.
- Isabelle Huppert: Anne.
- Pascal Greggory: Branwell.
- Patrick Magee: Patrick Brontë, el pare.
- Hélène Surgère: la senyora Robinson.
- Roland Bertin: el senyor Nicholls.
- Alice Sapritch: Elizabeth Branwell, la tia.
- Xavier Depraz: a Monsieur Heger.
- Adrian Brine: a Monsieur Robinson.
- Julian Curri: a Monsieur Smith.
- Renée Goddard: Tabby.
- Jean Sorel: Leyland.
- Roland Barthes: Thackeray.

## Nominacions i premis
- Festival de Cannes 1979: André Téchiné nominat a la Palma d'Or
- Premis César 1980: 
  - Bruno Nuytten nominat al César a la millor fotografia.
  - Claudine Merlin nominada al César al millor muntatge.